# Cap dels Aspres de Broate
El Cap dels Aspres de Broate és un cim de 2.641 metres, punt culminant de la serra de les Aspres de Broate. Està situat a la capçalera de la vall de Cardós, en el municipi de Lladorre, a la comarca del Pallars Sobirà. El pic, així com total la serra, es troba dintre del Parc Natural de l’Alt Pirineu.